# Шёнграбенский бой
Шёнграбенский бой или Сражение при Холлабрунне (нем. Schlacht bei Hollabrunn und Schöngrabern) — одно из сражений Войны третьей коалиции, произошедшее 16 ноября 1805 года около деревни Шёнграбен недалеко от города Холлабрунн между французскими и русскими войсками.

## Перед боем
4 (16) ноября 1805 около деревни Шёнграбен (Австрия), севернее города Холлабрунн состоялся бой между 7-тысячным русским арьергардом под командованием князя П. И. Багратиона и 20-тысячным французским корпусом маршала И. Мюрата.
Предполагая, что перед ним не арьергард, а вся армия Кутузова, Мюрат начал переговоры о перемирии. Л. Н. Толстой в XIV главе 2 части 1 тома «Войны и мира» цитирует (по «Истории консульства и империи» А. Тьера, т. II, с. 87) письмо Наполеона к Мюрату:
Принцу (князю) Мюрату. Шёнбрюнн, 25 брюмера 1805 г. 8 часов утра.

Я не могу найти слов, чтоб выразить вам моё неудовольствие. Вы командуете только моим авангардом и не имеете права делать перемирие без моего приказания. Вы заставляете меня потерять плоды целой кампании. Немедленно разорвите перемирие и идите против неприятеля. Вы объявите ему, что генерал, подписавший эту капитуляцию, не имел на это права, и никто не имеет, исключая лишь российского императора.
Впрочем, если российский император согласится на упомянутое условие, я тоже соглашусь; но это не что иное, как хитрость. Идите, уничтожьте русскую армию. Вы можете взять её обозы и её артиллерию.
Генерал-адъютант российского императора обманщик… Офицеры ничего не значат, когда не имеют власти полномочия; он также не имеет его… Австрийцы дали себя обмануть при переходе венского моста, а вы даёте себя обмануть адъютантам императора.

Наполеон

## Силы сторон
Французы:
На стороне французов были значительные силы: гренадеры Удино, которые наступали по центру через деревню Шёнграбен;
пехота Леграна, наступающая с левого фланга; дивизия Сюше с правого фланга. Также Леграна поддерживала кавалерия Вальтера. В резерве находилась кавалерия Нансути. По дороге на Шёнграбен наступали силы Вандама. Всего — 20 630 человек.
Русские:
Силы русских были в три раза меньше, всего 7300 человек. Это были:
- Черниговский драгунский полк — левый фланг
- Казаки — левый фланг
- Киевский гренадерский полк — левый фланг
- 6-й егерский полк — центр
- Подольский мушкетёрский полк — центр
- Азовский мушкетёрский полк — правый фланг
- Павлоградский гусарский полк — правый фланг
- Несколько батальонов гренадеров — селение Грунд (тыл)

Также в распоряжении русского арьергарда имелось 12 орудий, которые были размещены напротив деревни Шёнграбен.
Австрийцы:
Отряд Иоганна Ностица фактически не принимал участия в бою: Мюрат убедил капитана в перемирии — и Ностиц покинул поле боя.

## Ход боя
Гренадеры Удино и резервная конница должны были наступать в центре; Сульту был поручен обход правого крыла отряда Багратиона, Ланну — обход левого. Русские артиллеристы зажгли Шенграбен, центр расположения сил Мюрата. Пожар замедлил наступление французских войск.
Правое крыло Уланиуса было первое атаковано конными гренадерами. Русские гренадеры и егеря батальным огнем отбили две атаки и под прикрытием артиллерии, егерей и казаков стали отступать. Французская конница обошла их, но не атаковала. 
На левом крыле Ланн после нескольких атак отрезал от пехоты Павлоградский гусарский полк, который всё же пробился на другую дорогу для соединения с армией. Потом Ланн окружил Подольский и Азовский полки, которые два раза были вынуждены пробиваться, атакуя в штыки. 
В центре Мюрат и Удино, ранее задержанные пожаром в Шенграбене, атаковали начавший отступать по большой дороге центр русских войск, открыв по нему артиллерийский огонь. Одновременно французская конница пользовалась каждым удобным случаем для атак центра и флангов. Русские отбивались, сохраняя порядок. 
В деревне Гунтерсдорф французы попытались усилить атаки на отступающих русских, но, были отбиты. В сумерках бой прекратился.

## Результаты
Фактически бой завершился поражением русской армии, однако Багратиону удалось уйти, сохранив две трети своих людей и захватив трофеи, при этом нанеся вдвое больший урон французам. Шёнграбенское сражение, кратко говоря, сделало Багратиону имя. Ему удалось спасти в безнадёжном бою большое количество солдат, замедлить продвижение французов и с честью выйти из боя.

## Память о сражении
- В 1806 году в Русской армии были введены наградные Георгиевские знамёна.
  - В навершии знамени помещался Георгиевский крест, под навершием повязывалась чёрно-оранжевая Георгиевская лента со знамёнными кистями шириной в 1 вершок (4,44 см).
  - Первые Георгиевские знамёна были выданы Киевскому гренадерскому, Черниговскому драгунскому, Павлоградскому гусарскому и двум донским казачьим полкам за отличие в кампании 1805 года с надписью: «За подвиги при Шёнграбене 4 ноября 1805 года в сражении 5 тыс. корпуса с неприятелем, состоящим из 30 тыс.»
- Шёнграбенский бой был подробно отражён Львом Толстым в романе «Война и мир» в главах XIV—XXI II части I тома.
- Также Шёнграбенский бой показан в 1-й серии фильма «Война и мир» Сергея Бондарчука.
- Сцены боя присутствуют в сериале «Война и мир» Тома Харпера.